# Małgorzata Rogala
Małgorzata Rogala – polska pisarka współczesna, autorka powieści kryminalnych i powieści obyczajowej.

## Życiorys
Zadebiutowała jako pisarka powieścią obyczajową To, co najważniejsze (2012), której wydanie było wynikiem udziału w konkursie literackim. Następnie zaczęła tworzyć powieści kryminalne, głównie w dwóch cyklach: o starszej aspirant Agacie Górskiej i komisarzu Sławku Tomczyku (siedem tomów) oraz o śledztwach prywatnej detektyw Celiny Stefańskiej (3 tomy).

## Wydane książki[1][4]
- 2012: To, co najważniejsze
- 2014: Kiedyś cię odnajdę; kryminał, cykl Weronika Nowacka (część I)
- 2015: Zapłata; kryminał, cykl Agata Górska i Sławek Tomczyk (część I)
- 2016: Dobra matka; kryminał, cykl Agata Górska i Sławek Tomczyk (część II)
- 2017: Ważka; kryminał, cykl Agata Górska i Sławek Tomczyk (część III)
- 2017: Zastrzyk śmierci; kryminał, cykl Agata Górska i Sławek Tomczyk (część IV)
- 2018: Grzech zaniechania; kryminał, cykl Agata Górska i Sławek Tomczyk (część V)
- 2018: Kopia doskonała; kryminał, cykl Celina Stefańska (część I)
- 2019: Punkt widzenia; kryminał, cykl Agata Górska i Sławek Tomczyk (część VI)
- 2019: Cenny motyw; kryminał, cykl Celina Stefańska (część II)
- 2019: Cicha noc; kryminał, cykl Agata Górska i Sławek Tomczyk (część VII)
- 2020: Ostatni skok; kryminał

- 2020: Niezbity dowód; kryminał, cykl Celina Stefańska (część III)

- 2021: Kwestia Winy; kryminał, cykl Agata Górska i Sławek Tomczyk  (część VIII)
- 2021: Nic o tobie nie wiem; kryminał, cykl Weronika Nowacka (część II)
- 2021: Milcząc Jak Grób; kryminał, cykl Pełnia tajemnic (tom 1)
- 2022: Za cenę śmierci; kryminał, cykl Pełnia tajemnic (tom 2)
- 2022: Opowiem Ci Bajkę; kryminał, cykl Weronika Nowacka (część III)
- 2022: Na wieczne potępienie; kryminał, cykl Pełnia tajemnic (tom 3)
- 2023: Przerwany pokaz; kryminał, cykl Czaplińska i Maciejka (tom 2)